# Speyergau

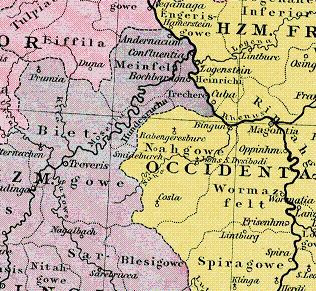
Speyergau (Spiragowe) we wschodniej Frankonii, ok. 1000 r.

Speyergau – średniowieczne hrabstwo we wschodniofrankijskim (Niemcy) księstwie Frankonii. Skupiało się ono wokół ośrodka administracyjnego miasta Spira i obejmowało z grubsza dawny rzymski ośrodek administracyjny Civitas Nemetum, który obecnie jest południowo-wschodnią częścią regionu Palatynatu, pomiędzy rzeką Ren, pasmem Lasu Palatynackiego i kilkoma mniejszymi częściami północnej Alzacji. Speyergau, wraz z sąsiadującymi z nim Wormsgau i Nahegau, było częścią wielkich posiadłości należących do salickiej dynastii królów niemieckich i cesarzy rzymskich.

## Hrabiowie Speyergau
Niektórzy znani hrabiowie Speyergau:
- Werner V (ur. ok. 859 r., zm. ok. 935 r.), pierwszy historyczny przedstawiciel dynastii salickiej, hrabia Nahegau and Wormsgau, członek rodu Konradynów.
- Konrad I Rudy (ur. ok. 922 r., zm. 10 sierpnia 955 r.), syn Wernera V, hrabia Nahegau, Wormsgau oraz Niddagau, hrabia Frankonii, książę Lotaryngii,
- Otto I Karyncki (ur. ok. 948 r., zm. 4 listopada 1004 r.), jedyny syn Konrada Rudego, hrabia Nahegau, Wormsgau, Elsenzgau, Kraichgau, Enggau, Pfinzgau oraz Ufgau, książę Karyntii
- Konrad II Karyncki,  (ur. ok. 1003 r., zm. 20 lipca 1039 r.), wnuk Ottona I, hrabia Nahegau, Wormsgau, książę Karyntii (1036-1039 r.)

## Landwójtowie Speyergau
- Georg I von Geroldseck, książę Veldenz (1310-1315 r.),
- Otto V von Ochsenstein, (zm. 1327 r.), landwójt Ortenau (1291-1302 r.), landwójt Alzacji (1315-1327 r.), landwójt Speyergau (1318 r.),
- Otto VI von Ochsenstein, (zm. przed 1377 r.), landwójt Alzacji oraz Speyergau.